# Superior (Wisconsin)
Superior es una ciudad ubicada en el condado de Douglas en el estado estadounidense de Wisconsin. En el Censo de 2010 tenía una población de 27.244 habitantes y una densidad poblacional de 189,01 personas por km².

## Geografía
Superior se encuentra ubicada en las coordenadas 46°41′57″N 92°3′43″O / 46.69917, -92.06194. Según la Oficina del Censo de los Estados Unidos, Superior tiene una superficie total de 144.14 km², de la cual 95.73 km² corresponden a tierra firme y (33.58%) 48.41 km² es agua.

## Demografía
Según el censo de 2010, había 27.244 personas residiendo en Superior. La densidad de población era de 189,01 hab./km². De los 27.244 habitantes, Superior estaba compuesto por el 91.5% blancos, el 1.44% eran afroamericanos, el 2.58% eran amerindios, el 1.16% eran asiáticos, el 0.03% eran isleños del Pacífico, el 0.23% eran de otras razas y el 3.07% pertenecían a dos o más razas. Del total de la población el 1.4% eran hispanos o latinos de cualquier raza.